# Мызгин, Иван Михайлович

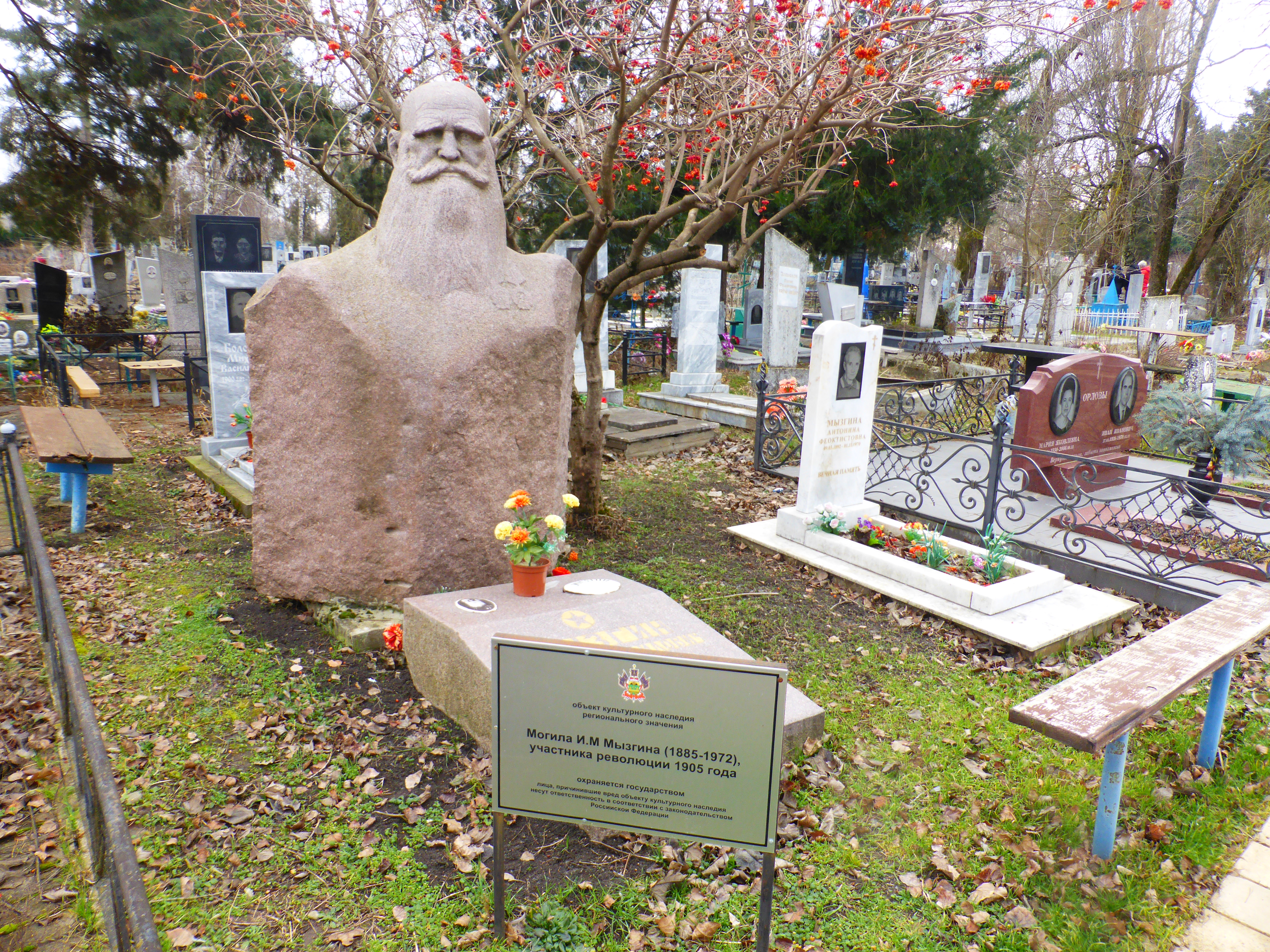
Могила И. М. Мызгина на кладбище станицы Динской

Иван Михайлович Мызгин (1885—1971) — российский революционер, большевик, писатель.

## Биография
Потомственный рабочий Симского завода, стал членом РСДРП в 1905. Участвовал в революции 1905—1907 годов, был членом и руководителем боевой дружины на Урале, затем работал в военных организациях партии. Являлся членом боевой партийной дружины, возглавляемой П. В. Гузаковым, добывал оружие, боеприпасы, участвовал в стычках с царской полицией, организовывал мастерские по изготовлению взрывчатых материалов и бомб, вёл большевистскую агитацию среди уральских рабочих и крестьян, готовил побеги революционеров из тюрем и ссылок. Семь раз отбывал заключение в тюрьмах Уфы, Златоуста, Красноярска, Виленской губернии, Александровского централа, шестнадцать раз бежал из тюрем и полицейских участков, дважды из ссылок, дважды был приговорён к расстрелу колчаковской контрразведкой во время Гражданской войны. В период восстания Чехословацкого корпуса находился на подпольной работе в Иркутске, получив инструкцию у С. Г. Лазо. Во время Великой Отечественной войны занимался сбором тёплых вещей для фронта, встречался с бойцами, рассказывая им о В. И. Ленине и революции. С 1944 жил в станице, где 10 лет возглавлял хлебоприёмный пункт, на пенсии занялся воспитательной работой среди молодёжи.

## Семья
Согласно воспоминаниям, кроме самого Ивана Михайловича, в семье было ещё пятеро детей. У самого Ивана Михайловича была жена, а сын умер в 1919 году.

## Публикации
Автор воспоминаний о деятельности Симской организации РСДРП(б) и Боевой организации Уфимского комитета РСДРП(б) в период революции 1905—1907 годов.
- Со взведённым курком. Молодая гвардия, 1964.
- Ни бог, ни царь и не герой. Южно-Уральское книжное издательство, 1979.